# Sloanea medusula
Sloanea medusula är en tvåhjärtbladig växtart som beskrevs av K. Schum. & Pittier. Sloanea medusula ingår i släktet Sloanea och familjen Elaeocarpaceae. Inga underarter finns listade i Catalogue of Life.